# Hemidactylus pieresii
Hemidactylus pieresii es una especie de gecos de la familia Gekkonidae.

## Distribución geográfica
Es endémica de Sri Lanka.